# Prix Buch
Le prix Buch ou Buch.Preis est un prix littéraire attribué par la Chambre des métiers de Haute-Autriche et la Brucknerhaus à Linz sur le mode d'un concours. Ce prix succède au Prix Max von der Grün (Max-von-der-Grün-Preis).
Ce prix récompense des auteurs autrichiens ou des auteurs vivant sur le sol autrichien qui écrivent sur des thèmes de la société actuelle et débattent des conditions sociales et autres réalités de notre société moderne. Ce prix est doté de 10 000 euros.

## Lauréats
- 1999 Kopfstücke de Elfriede Kern
- 2000 Himmelfahrt de O. P. Zier
- 2001 Herzfleischentartung de Ludwig Laher
- 2002 Portierisch de Ferdinand Schmatz
- 2003 Atemnot de Eugenie Kain
- 2004 Kalte Herberge de Werner Kofler avec Engelszungen de Dimitré Dinev
- 2005 Der Tote im Bunker de Martin Pollack
- 2006 Chlor de Johannes Gelich avec Das Fest der Steine oder Die Wunderkammer der Exzentrik de Franzobel
- 2007 stillborn de Michael Stavarič
- 2008 Über Nacht de Sabine Gruber
- 2009 Der lange Gang über die Stationen de Reinhard Kaiser-Mühlecker
- 2010 Tauben fliegen auf de Melinda Nadj Abonji
- 2011 In Zeiten des abnehmenden Lichts de Eugen Ruge
- 2012 Landgericht d’Ursula Krechel
- 2013 Das Ungeheuer de Terézia Mora